# Louis Caspar
Marie-Antoine-Louis Caspar MEP (* 23. Juli 1841 in Obernai; † 13. Juni 1917) war ein französischer römisch-katholischer Ordensgeistlicher und Apostolischer Vikar von Nord-Cochin.

## Leben
Louis Caspar trat der Ordensgemeinschaft der Pariser Mission bei und legte im September 1861 die Profess ab. Er empfing am 17. Dezember 1864 das Sakrament der Priesterweihe.
Am 23. März 1880 ernannte ihn Papst Leo XIII. zum Titularbischof von Canatha und zum Apostolischen Vikar von Nord-Cochin. Der Apostolische Vikar von West-Cochin, Isidore-François-Joseph Colombert MEP, spendete ihm am 24. August desselben Jahres in der Kathedrale Notre-Dame von Saigon die Bischofsweihe; Mitkonsekratoren waren der Apostolische Vikar von Malakka-Singapur, Édouard Gasnier MEP, und der Apostolische Vikar von Ost-Cochin, Louis-Marie Galibert MEP.
Caspar trat am 18. Juli 1907 als Apostolischer Vikar von Nord-Cochin zurück.